# Lamprolepis nieuwenhuisi
Lamprolepis nieuwenhuisi är en ödleart som beskrevs av  Lidth De Jeude 1905. Lamprolepis nieuwenhuisi ingår i släktet Lamprolepis och familjen skinkar. IUCN kategoriserar arten globalt som livskraftig. Inga underarter finns listade i Catalogue of Life.